# Calomathetes halmaphylla
Calomathetes halmaphylla är en fjärilsart som beskrevs av Dyar 1913. Calomathetes halmaphylla ingår i släktet Calomathetes och familjen tandspinnare. Inga underarter finns listade i Catalogue of Life.